# Amatersko prvenstvo Francije 1962
Amatersko prvenstvo Francije 1962 v tenisu.

## Moški posamično
Rod Laver :  Roy Emerson  3-6, 2-6, 6-3, 9-7, 6-2

## Ženske posamično
Margaret Smith :  Lesley Turner 6-3, 3-6, 7-5

## Moške dvojice
Roy Emerson /   Neale Fraser :  Wilhelm Bungert /  Christian Kuhnke  6–3, 6–4, 7–5

## Ženske dvojice
Sandra Reynolds Price /  Renée Schuurman Haygarth :  Justina Bricka / Margaret Court  6–4, 6–4

## Mešane dvojice
Renée Schuurman Haygarth /  Bob Howe :  Lesley Turner Bowrey /  Fred Stolle  3–6, 6–4, 6–4